# جانی ناکسویل
فیلیپ جان کلپ (به انگلیسی: Philip John Clapp) که بیشتر با نام هنری جانی ناکسویل شناخته می‌شود یک هنرپیشه، بدل‌کار، کمدین و نویسنده و کشتی کج کار آمریکایی است.
او در فیلم‌های متعددی مانند مردان سیاه‌پوش ۲، آخرین مقاومت و مجرم‌یاب ایفای نقش کرده، اما شاید بیشتر برای بازی در مجموعه تلویزیونی کله‌خر و رسلمانیا ۳۸ شهرت دارد، که متعلق به شبکه ام‌تی‌وی است.

## فیلم‌شناسی
فهرست برخی از فیلم‌هایی که جانی ناکسویل در آنها به ایفای نقش پرداخته:
- مردان سیاه‌پوش ۲
- آخرین مقاومت
- مجرم‌یاب
- سربلند
- پدر اختراع
- کله‌خر سه‌بعدی
- اندازه بامزه
- لاک‌پشت‌های نینجا
- الویس و نیکسون
- فیلم ۴۳
- کله‌خر تقدیم می‌کند: بابا بزرگ بد
- رینگر
- شیطان وحشی
- رسلمانیا ۳۸
- رویال رامبل
- کله‌خر برای همیشه
- دزدی بزرگ پارسونز
- نیمه جادو